# Skittles (кондитерські вироби)

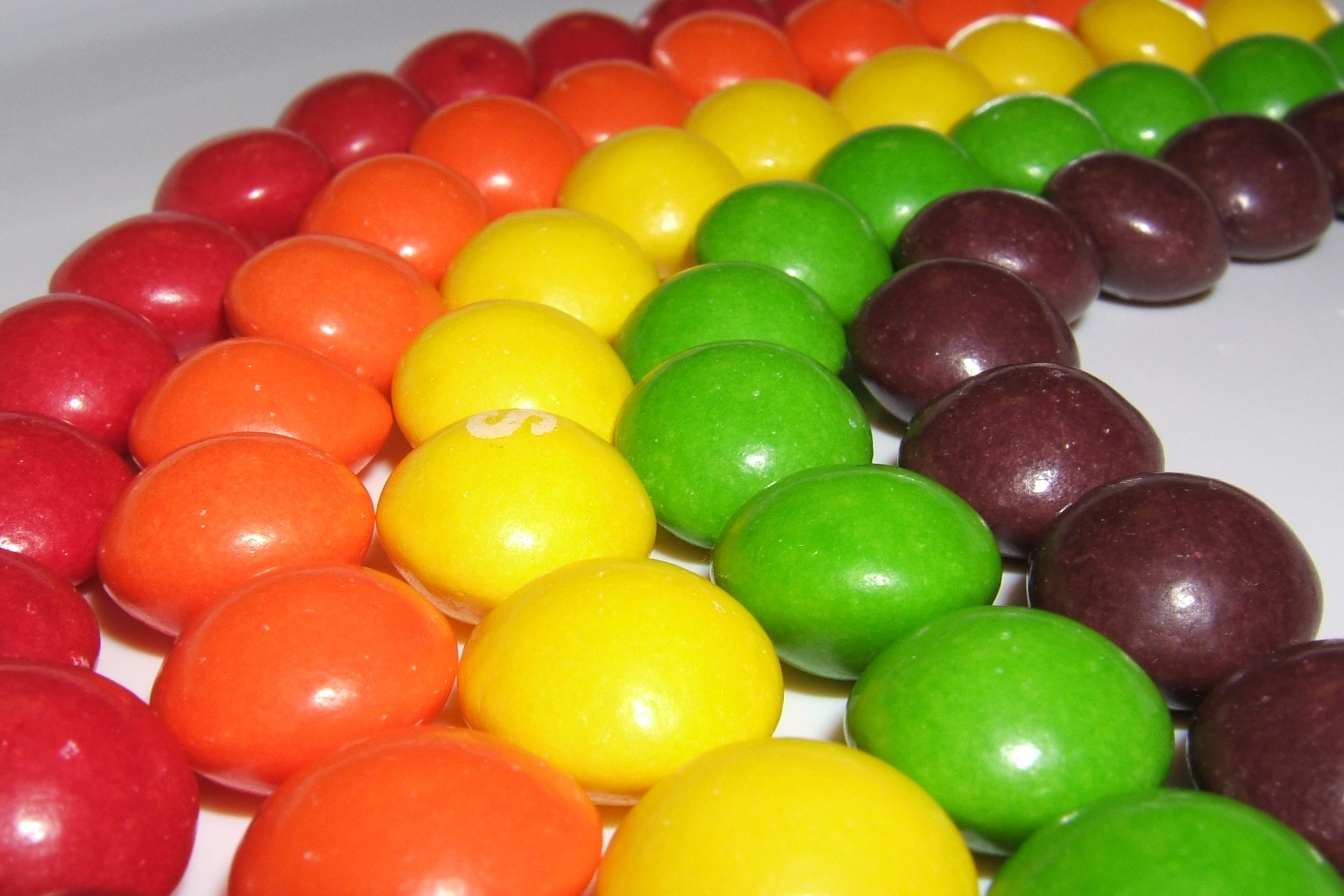
«Веселка фруктових ароматів», викладена із цукерок Skittles

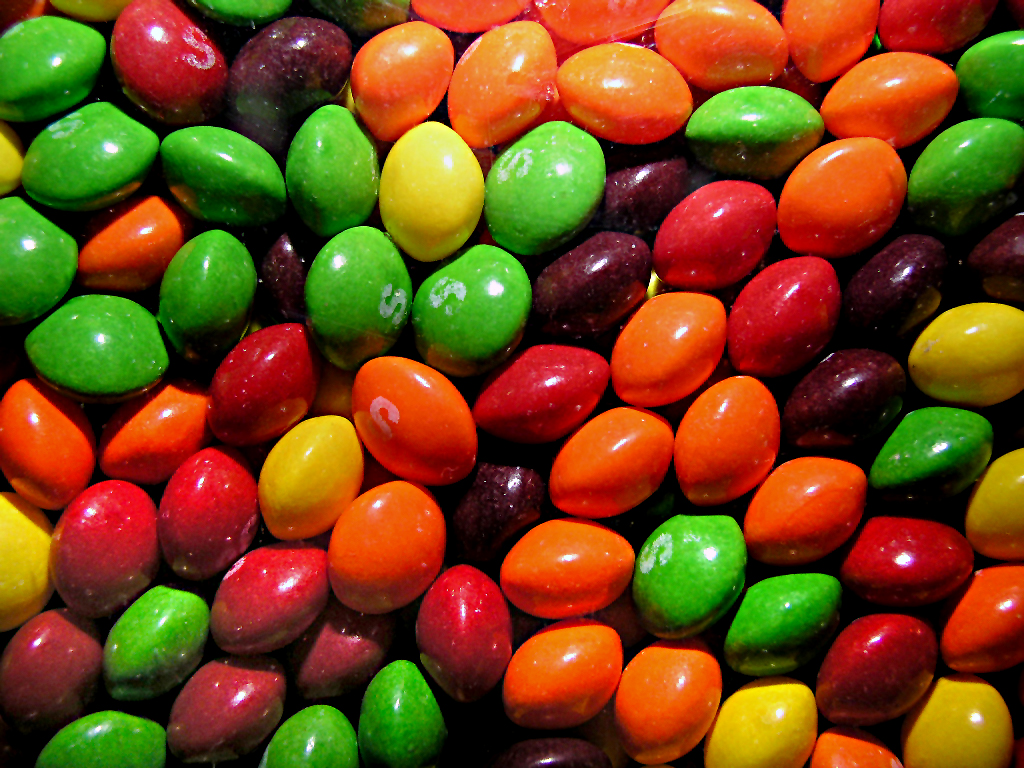
Skittles

Skittles («скітлз», від англ. skittle, кегля) — бренд жувальних цукерок з фруктовим смаком. Кожна цукерка має тверду цукрову глазур з надрукованою на ній буквою S (не завжди), причому колір глазурі визначається смаком. Усередині міститься головним чином цукор і гідрогенізований рослинний жир з додаванням фруктового соку, лимонної кислоти, а також натуральних і штучних ароматизаторів. Офіційний слоган — «Смак веселки».

## Історія та огляд
Skittles уперше були зроблені британською компанією і надійшли у продаж 1974 року. Вони були вперше введені в Північній Америці 1979 року як імпорт кондитерських виробів. 1982 року внутрішнє виробництво Skittles почалося в Сполучених Штатах.
Тема «смак веселки» була створена нью-йоркським рекламним агентством D'Arcy Masius Benton & Bowles близько 1994 року.
Skittles є найпопулярнішими цукерками серед молоді і є другими за популярністю після Starburst в Сполучених Штатах.

## Асортимент
Цукерки випускаються в різних варіантах смаків та кольорів. Кожна упаковка містить цукерки декількох (як правило, п'яти) різних смаків і кольорів. Деякі варіанти випускаються у світ на обмежений час, продаються не скрізь і упаковуються по-різному. Skittles у червоній упаковці («Фрукти») має такі смаки: апельсин, полуниця, лайм, лимон, чорна смородина. Skittles у зеленій упаковці — мандарин, ананас, малина, вишня, яблуко. Існує чотири види Skittles: Фрукти (червоний), 2 в 1 (фіолетовий), кисломікс (зелений), фруктовий заряд (бірюзовий). Випускається в пачках 38 г і Skittles Pouch — 100 г.